# Руденко, Сергей Владимирович
Сергей Владимирович Руденко (род. 4 ноября 1970, Курган) — российский государственный и партийный деятель, член Президиума Курганского регионального политсовета партии «Единая Россия» (с 2016 года), секретарь городской партийной организации Курганского местного отделения Всероссийской политической партии «Единая Россия» (2015—2019), Глава города Кургана (2014—2019).

## Биография
Сергей Владимирович Руденко родился 4 ноября 1970 года в городе Кургане Курганской области.
Окончил среднюю школу № 24 г. Кургана.
В 1992 году с отличием окончил Курганский государственный педагогический институт по специальности «физическая культура», присвоена квалификация «учитель физической культуры средней школы».
С октября 1990 года — тренер-преподаватель по спортивному ориентированию МУ «Детско-юношеская спортивная школа № 5».
С сентября 1993 года — учитель физической культуры МОУ «Школа № 17».
С августа 1997 года — заместитель директора МОУ «Школа № 24».
С августа 1999 года — директор МУ «Средняя общеобразовательная школа № 39».
С октября 2001 года — заведующий отделом спорта и молодежи Департамента социальной политики Администрации города Кургана.
В 2002 году проходил курсы повышения квалификации по программе «Муниципальное управление: сущность и проблемы».
С мая 2005 года — заместитель Руководителя Администрации города Кургана, директор Департамента социальной политики.
С 2008 года член партии «Единая Россия».
В 2009 году проходил курсы повышения квалификации по программам «Мобилизационная подготовка муниципальных образований и организаций» и «Муниципальное управление».
С марта 2010 года — начальник управления по социальной политике Правительства Курганской области.
В июле 2010 года члены политсовета Курганского городского отделения политической партии «Единая Россия» единогласно избрали Сергея Руденко своим лидером.
В 2011 году с отличием завершил обучение в Российской академии народного хозяйства и государственной службы при Президенте Российской Федерации по направлению «Государственное и муниципальное управление».
С октября 2011 года — первый заместитель Руководителя Администрации города Кургана, директор Департамента развития городского хозяйства.
14 сентября 2014 года избран депутатом Курганской городской Думы шестого созыва по округу № 23 (2014—2019 гг.). За него проголосовало 2066 избирателей (68,75 %).
24 сентября 2014 года в малом зале заседаний Курганской городской Думы состоялись выборы Главы города Кургана. Руководитель фракции «Единая Россия» Юрий Иванович Истомин предложил кандидатуру Сергея Руденко, которая была согласована ранее и на партийной конференции. Альтернативных кандидатов выдвинуто не было. Руденко получил поддержку 24 из 25 депутатов. Нагрудный знак главы города Сергею Руденко вручил экс-градоначальник Павел Михайлович Кожевников.
24 ноября 2014 года на Конференции Курганского регионального отделения партии «Единая Россия» единогласно избран в состав регионального политсовета партии «Единая Россия».
18 декабря 2015 года избран секретарём городской партийной организации Курганского местного отделения Всероссийской политической партии «Единая Россия», ранее руководителем местного отделения партии был Вячеслав Михайлович Тяжельников. В работе конференции приняли участие 99 делегатов, Кандидатуру Сергея Владимировича поддержало большинство присутствующих.
14 декабря 2016 года состоялась отчетно-выборная конференция Курганского местного отделения партии «Единая Россия». Сергей Руденко переизбран секретарем. Он получил 81 голос из 95. 14 голосов были отданы за другого кандидата — заместителя председателя Курганской городской Думы Александра Георгиевича Якушева.
24 декабря 2016 год избран в состав Президиума Курганского Регионального политсовета партии «Единая Россия».
4 марта 2019 года состоялось внеочередное заседание Курганской городской Думы, на котором было рассмотрено заявление Главы города Кургана Сергея Руденко о досрочном прекращении полномочий Главы города Кургана и депутата Курганской городской Думы VI созыва по одномандатному избирательному округу № 23 в связи с отставкой по собственному желанию. Никаких внятных причин, почему он уходит, Руденко не назвал. Голосовали за отставку дважды. Первый раз для принятия решения не хватило двух голосов. Сергей Руденко попросил переголосовать. Два человека изменили свое мнение, в итоге за его отставку высказались 14 депутатов. В соответствии с ч. 7 ст. 36 № 131-ФЗ «Об общих принципах местного самоуправления» и ч. 3 ст. 32 Устава города Кургана временно исполняющим полномочия Главы города Кургана до вступления в должность вновь избранного Главы города Кургана назначен заместитель председателя Курганской городской Думы Игорь Викторович Прозоров.
4 апреля 2019 года на конференции Курганского местного отделения Всероссийской партии «Единая Россия» секретарем городской партийной организации избран Андрей Юрьевич Потапов.
До августа 2021 года работал советником исполнительного директора по социальным вопросам ПАО «Курганмашзавод».

## Награды
- Почетная грамота Правительства Курганской области, 2008 год
- Почетная грамота Главы города Кургана, 2006 год
- Благодарственное письмо Губернатора Курганской области, 2006 год
- Благодарственное письмо Администрации города Кургана, трижды: 2003 год, 2006 год, 2008 год
- Благодарственное письмо Российского фонда культуры, 20 декабря 2016 года[15].
- Золотой знак отличия Всероссийского физкультурно-спортивного комплекса «Готов к труду и обороне», 2 апреля 2018 года[16]

## Семья
- Супруга: Марина Руденко, заместитель директора школы[17].
- Дети: сын и дочь.